# ¡Esquina bajan!
¡Esquina bajan! és una pel·lícula melodramàtica mexicana dirigida per Alejandro Galindo i protagonitzada per David Silva, Fernando Soto i Olga Jiménez. Es va filmar en els Estudis Tepeyac del 22 d'abril al 19 de maig de 1948. Va ser estrenada el 13 d'agost del mateix any al Cinema Colonial.

## Argument
El xofer Gregorio del Prado i el cobrador Regalitotreballen en un camió de passatgers i per un xoc i una discussió amb una passatgera Gregorio va a la presó. El sindicat paga la multa i el xofer s'entusiasma amb la jove Cholita, que en realitat treballa per als amos de la línia rival, i provoca que el xofer desviï el passatge per a portar-la a casa. Gregorio i Regalito són enviats a treballar com a mecànics. Un plet entre els treballadors de les dues línies porta de nou a Gregorio a la presó. El sindicat torna a pagar la multa però Gregorio ha de retornar-la i treballa en un camió d'escombraries; més tard, Cholita es penedeix i ajuda al xofer a demostrar que el rival va guanyar tramposamente la concessió d'una nova ruta. Porten al mentider en un pot d'escombraries al seu sindicat, i d'aquí el traslladen a la delegació a denunciar-lo. El xofer recupera el seu treball i es casa amb Cholita, així com Regalito amb la mesera La Bicha.

## Repartiment
- David Silva com Gregorio del Prado.
- Fernando Soto com Constantino Reyes Almanza Regalito.
- Olga Jiménez com Soledad Cholita.
- Delia Magaña com La Bicha, mesera.
- Salvador Quiroz com Don Octaviano Lara y Puente.
- Miguel Manzano com Axcaná González.
- Francisco Pando com Fidel Yáñez.
- Eugenia Galindo com Doña Chabela.
- Jorge Arriaga com Robles, esbirro de Langarica.
- Ángel Infante com Menchaca Rayito de Sol.
- Mario Castillo com Totorocho.
- Pin Crespo com Isabel.
- Pedro León com Don Roque.
- Carmen Novelty com La rubia, passatgera falsa.
- Joaquín Roche com Policía.
- Ernesto Finance com Despachador.
- Jorge Martínez de Hoyos com Rabanito.
- Víctor Parra com Manuel Largo Langarica.

## Producció
Filmada als Estudis Tepeyac, en format 35 mm i en blanc i negre.

## Temes
Per Emilio García Riera resulta curiós i interessant que Alejandro Galindo realitzés en un mateix any Una familia de tantas, amb la seva crítica a fons del paternalisme tradicional, i una sort d'himne a un nou paternalisme social. De fet, el director va reprendre al personatge central de Campeón sin corona -l'actor David Silva- i el va convertir en treballador assalariat i sindicalizado. El comportament de Gregorio com a heroi al volant defineix al mascle urbà: un mascle atrabancado, alguna cosa salvatge encara, però tot cor, que ha d'integrar-se al nou quadre social dels treballadors.
García Riera continua: «l'afany d'aquests treballadors sembla ser el de guanyar més servint millor al públic. Descobreixen que la cortesia pot atorgar més beneficis i no toleren que els impulsos del mascle buscaraons s'anteposin a l'interès col·lectiu».
García Riera acaba dient: «El cinema popular de Galindo és molt vivaç, molt mogut i en excés sorollós. No obstant això, les parenceries de joc net o el sa esperit de competència en la població laboranta revelen en el fons una inspiració nord-americana, i també una certa aversió al melodrama "a la llatina"».
Per Moisés Viñas el món del treball rares vegades ha estat matèria cinematogràfica, no obstant això Alejandro Galindo va fer amb ell dues pel·lícules: ¡Esquina bajan! i Hay lugar para dos, «avui paradigmes del cinema laboral i urbà. Però l'intens i constant interès per totes dues cintes es deu a la vitalitat amb què es van abordar, una confiança en la millor convivència i el benestar mitjançant la dedicació i millorament assidus, que van regenerant les febleses del seu simpàtic protagonista, el xofer de bruscos modals encara lligats a la rude vida campirana i que es resisteixen a la sofisticació urbana. Aquesta urbanitat, segons Galindo, imposa un dinamisme que és símbol i part del desitjable progrés, i és un dinamisme en el qual no es perd la serenitat». «És una visió en la qual les múltiples activitats citadinas requereixen la participació de tots i gana més satisfacció qui avança tant en la productivitat individual com col·lectiva; per a Galindo l'individualisme només és valuós en funció de la comunitat. Per això ¡Esquina bajan! va ser una cinta d'avantguarda quan es va produir, i avui és indispensable per a comprendre el desenvolupament de les urbs».

## Recepció
Alfonso de Icaza a El Redondel descriu: «Vaya taquillazo! Quan vam anar a conèixer aquesta pel·lícula, el divendres, llargues "cues" d'espectadors esperaven torn per a adquirir bitllets, en tant en què ja la immensa sala del Colonial estava plena de gom a gom. I és que ¡Esquina bajan! és una cinta eminentment popular, molt pròpia per al públic del cinema en què va ser estrenada».:322
José María Sánchez García va relatar en Novetats que per a l'estrena d' ¡Esquina bajan!, els germans Rodríguez es van decidir pel Colonial, directament enfocat a l'únic públic que, per un preu modest, gaudiria amb l'argument i l'ambient en què es desenvolupa la pel·lícula.:323

## Premis
Als IV edició dels Premis Ariel va guanyar el premi a la millor edició.